# Idiocera bidens
Idiocera bidens är en tvåvingeart som beskrevs av Evgenyi Nikolayevich Savchenko 1979. Idiocera bidens ingår i släktet Idiocera och familjen småharkrankar. Inga underarter finns listade i Catalogue of Life.